# 肉錘

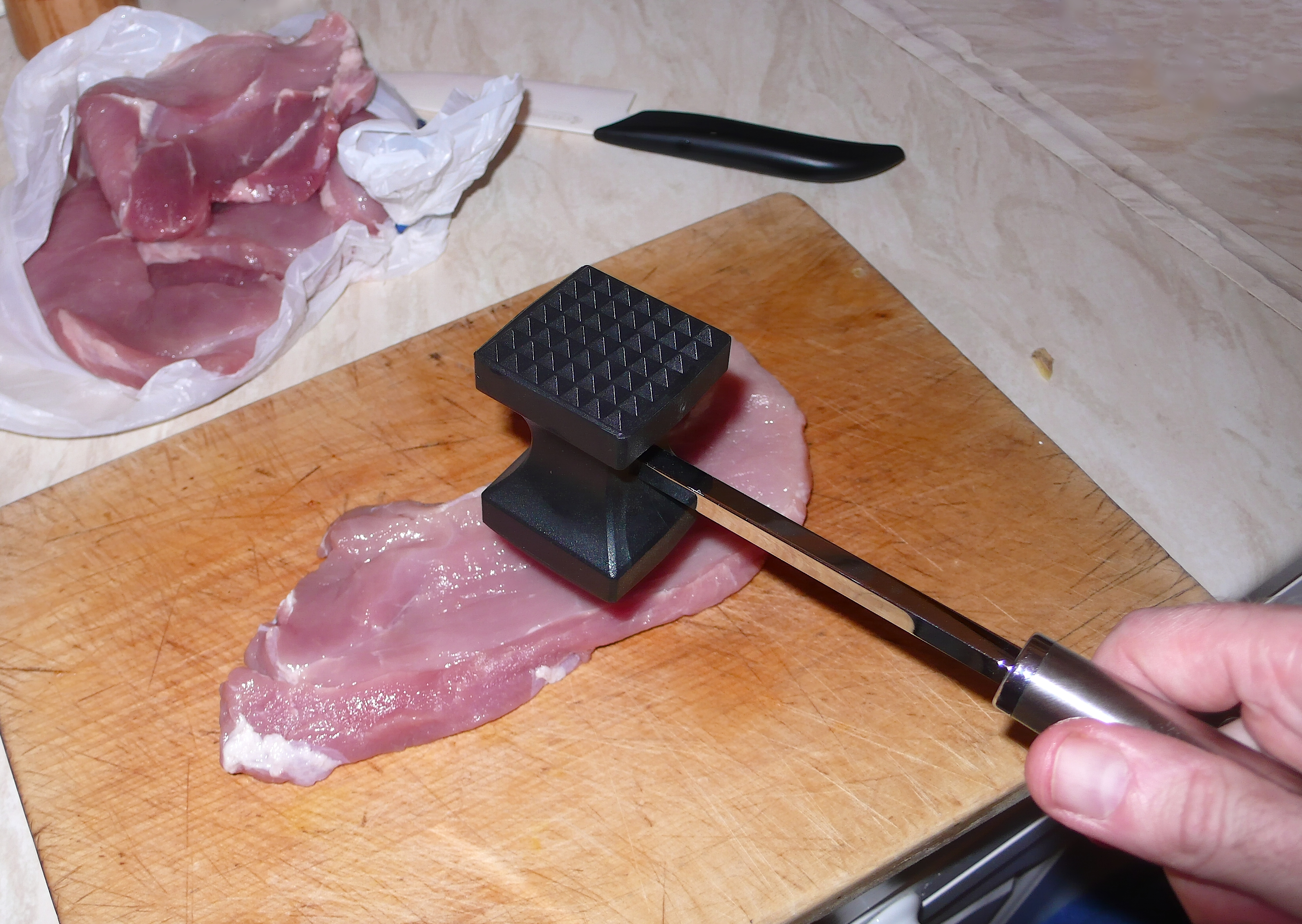

肉錘，廚房用的錘子，以金屬製造，錘頭兩邊有鐵錐凸出，用之錘向肉類可使肉塊變嫩。使纖維軟化，使肉更容易咀嚼和消化。它在準備特別堅硬的牛排時很有用，在烤或煎肉時效果很好。它也用於「搗碎」炸雞排、帕洛米拉肉排和炸肉排等菜餚，使它們更寬更薄。